# Rally de Azores de 2013
El Rally de Azores de 2013, oficialmente 48. SATA Rallye Açores 2013, fue la edición 48.ª, la cuarta ronda de la temporada 2013 del Campeonato de Europa de Rally, la primera del Campeonato de Azores y la tercera del Campeonato de Portugal. Se celebró del 25 al 27 de abril y contó con un itinerario de 19 tramos sobre tierra que sumaban un total de 240,40 km cronometrados.
En la primera jornada de carrera el expiloto de Fórmula 1, Robert Kubica, en su segunda participación en el Campeonato de Europa, marcó el mejor tiempo en el tramo de calificación y posteriormente rodó el más rápido en los primeros tres tramos (la primera especial no se disputó) por lo que se situó líder con una ventaja de más de nueve segundos sobre Jan Kopecký, que terminó segundo. Sin embargo en el octavo tramo, el polaco perdió más de minuto y medio debido al mal tiempo que se formó después del paso de los anteriores pilotos con una niebla cerrada que le impedía ver la carretera y le hizo bajar hasta la sexta plaza. A partir de ahí el checo Kopecký se puso en cabeza y lideró la carrera hasta el final marcando el mejor tiempo en cinco especiales. Con esta victoria el de Škoda conseguía su tercera victoria de la temporada en el campeonato europeo y se matenía como sólido líder del certamen.

## Itinerario
| Día   | Tramo | Nombre                   | Distancia | Hora  | Ganador        | Tiempo    | Veloc. media | Líder rally   |
| ----- | ----- | ------------------------ | --------- | ----- | -------------- | --------- | ------------ | ------------- |
| Día 1 | SS1   | Coroa da Mata 1          | 8.25 km   | 15:29 | Cancelado      | Cancelado | Cancelado    | Cancelado     |
| Día 1 | SS2   | São Brás / Vila Franca 1 | 16.38 km  | 16:02 | Robert Kubica  | 4:51.1    | 75.9 km/h    | Robert Kubica |
| Día 1 | SS3   | Lagoa 1                  | 7.91 km   | 16:52 | Robert Kubica  | 4:21.3    | 109.0 km/h   | Robert Kubica |
| Día 1 | SS4   | Grupo Marques 1          | 2.20 km   | 17:20 | Robert Kubica  | 2:01.1    | 65.4 km/h    | Robert Kubica |
| Día 2 | SS5   | Lagoa 2                  | 7.91 km   | 10:50 | Robert Kubica  | 4:14.8    | 111.8 km/h   | Robert Kubica |
| Día 2 | SS6   | Batalha Golfe 1          | 7.86 km   | 11:14 | Robert Kubica  | 5:40.9    | 83.0 km/h    | Robert Kubica |
| Día 2 | SS7   | Feteiras 1               | 7.54 km   | 12:04 | Jan Kopecký    | 5:45.0    | 78.7 km/h    | Robert Kubica |
| Día 2 | SS8   | Sete Cidades 1           | 23.97 km  | 12:36 | Bernardo Sousa | 18:29.4   | 77.8 km/h    | Jan Kopecký   |
| Día 2 | SS9   | Coroa da Mata 2          | 7.86 km   | 15:04 | Bernardo Sousa | 7:13.2    | 65.3 km/h    | Jan Kopecký   |
| Día 2 | SS10  | Batalha Golfe 2          | 7.86 km   | 15:44 | Robert Kubica  | 5:42.7    | 82.6 km/h    | Jan Kopecký   |
| Día 2 | SS11  | Feteiras 2               | 7.54 km   | 16:34 | Craig Breen    | 5:58.6    | 75.7 km/h    | Jan Kopecký   |
| Día 2 | SS12  | Sete Cidades 2           | 23.97 km  | 17:06 | Cancelado      | Cancelado | Cancelado    | Jan Kopecký   |
| Día 3 | SS13  | Graminhais 1             | 20.82 km  | 09:21 | Jan Kopecký    | 16:08.3   | 77.4 km/h    | Jan Kopecký   |
| Día 3 | SS14  | Tronqueira 1             | 21.33 km  | 10:21 | Ricardo Moura  | 18:27.3   | 69,3 km/h    | Jan Kopecký   |
| Día 3 | SS15  | São Brás / Vila Franca 2 | 16,38 km  | 11:26 | Jan Kopecký    | 4:52.1    | 75,7 km/h    | Jan Kopecký   |
| Día 3 | SS16  | Grupo Marques 2          | 2.20 km   | 12:33 | Robert Kubica  | 2:02.3    | 64.8 km/h    | Jan Kopecký   |
| Día 3 | SS17  | Lomba da Maia            | 8.27 km   | 15:14 | Jan Kopecký    | 5:37.9    | 88.1 km/h    | Jan Kopecký   |
| Día 3 | SS18  | Graminhais 2             | 20.82 km  | 16:06 | Jan Kopecký    | 15:50.0   | 78.9 km/h    | Jan Kopecký   |
| Día 3 | SS19  | Tronqueira 2             | 21.33 km  | 17:06 | Jan Kopecký    | 18:20.4   | 69.8 km/h    | Jan Kopecký   |

## Clasificación final
| Pos. | Piloto                | Copiloto                | Automóvil                | Tiempo    | Diferencia | Puntos |
| ---- | --------------------- | ----------------------- | ------------------------ | --------- | ---------- | ------ |
| 1    | Jan Kopecký           | Pavel Dresler           | Škoda Fabia S2000        | 2:26:32.2 | 0.0        | 25+14  |
| 2    | Craig Breen           | David Moynihan          | Peugeot 207 S2000        | 2:27:04.4 | +32.2      | 18+12  |
| 3.   | Ricardo Moura         | Sancho Eiró             | Škoda Fabia S2000        | 2:27:31.0 | +58.8      | 15+10  |
| 4.   | Bruno Magalhães       | Nuno Rodrigues da Silva | Peugeot 207 S2000        | 2:29:09.8 | +2:37.6    | 12+7   |
| 5.   | Jérémi Ancian         | Gilles De Turckheim     | Peugeot 207 S2000        | 2:29:59.6 | +3:27.4    | 10+7   |
| 6.   | Robert Kubica         | Maciej Baran            | Citroën DS3              | 2:35:51.3 | +9:19.1    | 8+4    |
| 7.   | Alessandro Bruschetta | Justin Baraini          | Subaru Impreza R4        | 2:41:29.6 | +14:57.4   | 6+1    |
| 8.   | Luis Rego             | José Pedro Silva        | Mitsubishi Lancer Evo IX | 2:43:08.2 | +16:36.0   | 4      |
| 9.   | Antonín Tlusťák       | Lukáš Vyoral            | Škoda Fabia S2000        | 2:44:14.3 | +17:42.1   | 2      |
| 10.  | Marco Tempestini      | Dorin Pulpea            | Subaru Impreza R4        | 2:44:42.8 | +18:10.6   | 1      |

| Predecesor: Canarias 2013 | ERC 2013 | Sucesor: Córcega 2013 |